# غارة مزدوجة
الغارة المزدوجة أو النقرة المزدوجة (وهو اسم مشتق من تقنية إطلاق النار التي يُطلق فيها رصاصتان بسرعة متتابعة على الهدف نفسه) هي ممارسة تقوم على تنفيذ ضربة (سواء كانت قصفًا بصواريخ أو غارات جوية أو قصفًا مدفعيًا أو تفجير سلاح متفجر أو عبوة ناسفة) يتبعها هجوم ثانٍ بعد عدة دقائق، مستهدفًا طواقم الإسعاف والعاملين في المجال الطبي الذين يهرعون إلى موقع الضربة. وقد جادل مقال نُشر في "مراجعة قانون فلوريدا" بأن هذه الممارسة تُعد على الأرجح جريمة حرب، نظرًا لانتهاكها الجسيم لاتفاقيات جنيف لعام 1949، التي تحظر استهداف المدنيين والجرحى أو أولئك الذين لم يعودوا قادرين على القتال (خارج المعركة). 
أصبحت ضربات النقرة المزدوجة أسهل في التنفيذ مع ظهور حروب الطائرات بدون طيار؛ [بحاجة لمصدر] ومع الضربات المميزة، أصبحت هذه الضربات موضوع نقاش خلال غزو الولايات المتحدة لأفغانستان. استخدمت ضربات النقرة المزدوجة من قبل السعودية أثناء تدخلها العسكري في اليمن، ومن قبل الولايات المتحدة في باكستان واليمن، ومن قبل إسرائيل في قطاع غزة عام 2014 وأيضًا خلال حرب غزة في 2024، ومن قبل روسيا والحكومة السورية في الحرب الأهلية السورية، وكذلك من قبل روسيا وأوكرانيا في الحرب الروسية الأوكرانية، خاصة خلال الغزو الشامل في 2022.